# 宜蘭縣立人文國民中小學
宜蘭縣立人文國民中小學，是宜蘭縣第一批成立的兩所公辦民營之特許模式學校之一，前身為已建校尚未招生的宜蘭縣頭城鎮頭城國民小學拔雅分校，於2002年轉由民間經營並正式招生。第一屆學生招收一到四年級學生。2003年人文國中小在楊文貴教授帶領下，實踐人文展賦教育理念，以發展任務替代課綱，涵蓋四階段教育系統。理念的關鍵是「人」，包括家長、教職員，特別是校內的每一位孩子，因此，除了外在學業成就，人文更重視內在的學習與發展，包括情緒、人際互動、溝通等。一直以來，學校不斷地努力營造親師合作的協同文化，幫助家長在教養過程不會求助無門、教師在教育現場不會孤立無援，更重要的是能夠協助每位人文的孩子在學習的歷程中，勇於探索、願意面對挫折，樂於自我超越、欣賞、喜愛自己的生活、家庭與土地，同時，在持續的學習中達到身心平衡，獲得滿足與幸福。

## 歷史
第一期的六年合約由佛光山所承辦，並於2007年獲宜蘭縣政府通過核准籌辦國中部，使教學可以連貫為九年。
第二任校長為佛光山文教基金會聘請國立台北教育大學楊文貴教授擔任，同時進行學校教育理念與行政組織的改造，成立學習經營處與行政管理處，力行行政支援教學，推動春夏秋冬四學期制，以家族取代班級，使人文國中小成為一所以學生為中心，兼顧孩子興趣與能力的混齡家族與雙軌適性分組的動態學習組織。第三任校長改由校內教職員推選產生，於2006年8月起由黃友勇先生擔任。
第二期的六年合約由人文適性教育基金會於2008年8月起承辦。
第四任校長，於2008年8月起由樊舒琦女士擔任。由治校委員會共同帶領學校，成立長程發展委員會研討課程。
第五任校長，於2010年8月起由吳啟新先生擔任。本任期內，調整課程發展委員會架構，並由李光莒先生擔任召集人。
第六任校長，於2012年5月起由黃友勇先生擔任。由治校委員會共同帶領學校，教學及課程由教學視導團及研究發展中心共同帶領。
第三期合約由人文適性教育基金會（後更名為人文展賦教育基金會）於2014年1月通過縣府續約。
第七任校長，於2016年起由馬駿良先生擔任。
第四期合約由周樂生老師自然人得標，於2018起由周樂生先生接任校長一職。

## 課程教學
人文國中小課程的核心精神在於「成就每一位學子的成長」-- 學校站在孩子的視角設計出符合他們需求且實用、貼近生活的課程，從一年級的多元角落課程開始，孩子就有機會為自己選擇，並嘗試在開放的學習環境中，找到一個適合自己的場域與模式；另外，人文不經由考試或測驗評價孩子的學習成果，而是不斷地提供機會與對話回饋，讓孩子在過程中不斷地自我突破與嘗試，上山、下海、烘焙、趴浪......是人文孩子學習的日常，「在人文，沒有失敗，只有新發現」。友善的環境和充滿挑戰的課程，讓孩子能安心學習、快樂成長，自信、自在地開展自己的天賦。

## 教師典範
在人文少不了老師蹲下來和低年級學生說話的鏡頭，更不乏師生圍坐在一起吃飯、聊天、討論的畫面。下課時間協助學生解決困擾、放學後和家長討論教養的方法，是人文教師的日常；期間，老師們聆聽學生與家長的想法、陪伴學生及其父母度過每一段成長的高低潮。人文的老師們投入教學、熱愛學習、更能夠覺察、探索、自我實現，為孩子終身學習的典範，因為「教育無他，唯愛與榜樣!」，這是人文老師們的共同樣貌，學校也是老師們為孩子們幸福未來所建築的自由學習園地，人文的老師明白，學校是因為學習而存在，Children Are Born With Wing, Teachers Help Them To Fly.

## 學生樣貌
「人文的學生很有想法，很會表達!」這是宜蘭高中職教師對人文國中小畢業學生普遍的看法。這裡，沒有制式的教科書、也沒有制約的鐘聲，透過教師的協助，孩子從一年級到九年級都能自在地表達自己的想法、依照自己的步調安排課程。人文的孩子們有想法，知道自己擅長甚麼、對甚麼有興趣，而能悠遊自在地學習並朝著自己的所愛努力；在人文每位學生都是獨立的，自己做決定且承擔結果；每位學生都是獨特的，都有其不同的學習樣貌，快的、慢的、開心的、沉穩的......。人文的老師懂得並欣賞每個孩子的價值所在!

## 校友
- 王人傑[7]：鳴草咖啡創辦人，《尋味咖啡：跟著杯測師認識咖啡36味，找到最對味的咖啡》作者。
- 李慈雲[8] ：全國大專校院田徑公開賽甲組鐵餅最高紀錄保持者（至112年）[9]，111年全國田徑錦標賽男子鐵餅冠軍[10]，112年新北城市盃全國田徑公開賽公開男子鐵餅冠軍（破大會紀錄）[11]。
- 沈潔伃：知名教育創新部落格《魚水教育催化劑》格主。
- 楊家霈：第一屆十大「節」出綠繪本獎得主[12]。
- 楊逸帆：教育、社會變革研究暨實踐者[13]，國際得獎紀錄片《學習的理由》導演，國際實驗高等教育知行聯盟召集人[14]，日本総合人間学会理事，雜學校教務主任[15]，青醒人共生文化智庫負責人。曾任國家發展委員會2020～2021年度「台灣國際教育高峰會」策劃人暨主持人[16]。於2021年起擔任德國智庫Konrad Adenauer Stiftung基金會亞太教育項目台灣區計畫主持人[17][18]。台灣首位密涅瓦大學學生[19]。入選2014年十場最夯的台灣人TEDx演講[20]。2015年《關鍵評論網》第一屆未來大人物[19]得主。
- 蔡山：《山小日子》Youtuber，頻道耕耘青年返鄉、老屋改造、種菜與工具教學議題。
- 蔡沛玲：《學習的理由》女主角之一，以華語教學[21]、徒步環島與旅行著名的網紅[22] ，藝名蔡蔡老師。

## 爭議事件
2017年宜蘭縣政府指出，公辦民營的宜蘭縣人文國中小學有4項疑似違法、18條缺失，宣布終止行政契約並接管。之後由教師與家長共同組成辦學團隊，推舉教師周樂生擔任受託人得標後事件結束。該事件引起教育界震撼，並驅使立法院推動相關修法工作至今。

## 外部連結
- 宜蘭縣立人文國民中小學（页面存档备份，存于）
- Facebook人文國中小